# Pterophorus cleronoma
Pterophorus cleronoma is een vlinder uit de familie vedermotten (Pterophoridae). De wetenschappelijke naam van deze soort is voor het eerst geldig gepubliceerd in 1920 door Edward Meyrick.
De soort komt voor in het Afrotropisch gebied.